# Ambulyx sinjaevi
Ambulyx sinjaevi là một loài bướm đêm thuộc họ Sphingidae. Loài này có ở Ấn Độ.